# Білий молот
Білий Молот — організація-співзасновник Правого Сектора, що виникла як антикорупційна та антинаркотична ініціатива у вересні 2013 року.
Керівником організації є Горанін Владислав Юрійович, що досі переслідується владою.

## Заснування
Організація «Білий молот» стала логічним продовженням діяльності святошинських робінгудів, які в 2012 році почали погроми незаконних ігрових закладів та наркотичних салонів. Мета руху була визначена як: «знищення окупаційної адміністрації в Україні, люстрація її перевертнів у погонах та ліквідація злочинних бізнес-проектів, зокрема грального бізнесу, наркоторгівлі, протиправної торгівлі алкоголем, тощо.»
Рух діє на засадах націоналізму. Першими акціями стали погроми нелегальних гральних закладів у Києві. Перед тим як вирушити в рейд, члени організації одягали балаклави та брали в руки відеокамери i молоти. Горанін, однак, з часом зняв балаклаву, пояснюючи це тим, що він «відкриває забрало, втомившись боятись». Давши обітницю боротьби, Горанін пофарбував свій молот в білий колір, до чого закликав всіх своїх послідовників. Горанін, діяльність «Білого Молота» обґрунтовував тим, що закон 2009 року «Про заборону грального бізнесу в Україні» не виконувався.

## Хронологія діяльності і втрати
«Білий Молот» брав участь у погромі нелегальних гральних закладів, наркотичних салонів та проводив громадські акції починаючи з 2012 року.
Після початку Євромайдану, 29 листопада 2013 року, керівник «Білого Молоту», Владислав Горанін, намагався попередити мирних громадян про силовий розгін «Беркутом», і отримавши відмову організаторів Євромайдану, разом із п'ятьма десятками побратимів, штурмом взяв сцену, яка була встановлена під так званою «Стелою». Під час виступу, Гораніну вимкнули мікрофон, завадивши, тим самим, попередити протестувальників про розгін. За словами самого Гораніна, розгін був замовлений опозицією. Про це також свідчить також вивіз обладнання для виступів Арсенієм Яценюком у вечір розгону і зникнення опозиційних лідерів перед початком штурму.
Згодом «Білий Молот» показав себе, розпочавши активну фазу Протистояння на Грушевського, увірвавшись із дерев'яними палицями і щитами, а опісля підпаливши автобуси «Беркуту». Цього ж дня «Білим Молотом» було відтіснено Віталія Кличка, в якого також пустили струмінь з вогнегасника.
Під час підпалу будинку профспілок був заживо спалений Клітинський Олександр на прізвисько «Боєць Горана», якому до того працівники правоохоронних органів прострелили обидві ноги.
2 березня 2014 року о 02:00 ночі на Броварські трасі було розстріляно 3 працівників ДАІ. В цьому були звинувачені 2 члени «Білого Молоту»: Григорій Гульвіченко і Лесь Черняк. Також було викрадено керівника організації Владислава Гораніна, якого піддали тортурам. Згодом усіх членів організації було виправдано за браком доказів.
12 липня 2014, в с. Жовте на фугасі підірвався доброволець батальйону «Айдар» Сергій Карпенко на прізвисько «Нельс».
9 лютого 2015 року, під час акції проти підвищення тарифів на проїзд у метро, коли активісти «Білого Молоту» намагались підпалити шини, з КМДА вибігли люди в балаклавах (за повідомленням керівництва «Білого Молоту», це була ГО «Київська міська варта»), які облили одному з активістів обличчя запалювальною сумішшю. Як повідомив представник «Білого Молоту» на прізвисько «Чорнота»:
|  | Коли "Білий Молот" підпалював шини, вибігли кличкушки (тітушки), що облили обличчя запалювальною сумішшю одному з наших людей, скинувши його на горючі шини. Після сього до нього пів дня не допускали лікаря. Обличчя тепер більше нагадує котлету, ніж, власне, обличчя. |

В період з 2014—2016 року основний склад «Білого Молоту» переважно перебував на Сході України, у складі батальйонів «Айдар» і «ОУН». Також проводилися антинаркотичні акції, акції «прямої дії» і протистояння з ЛГБТ-активістами.
31 січня 2015 року внаслідок розриву снаряду під час виконання бойового завдання по охороні ТЕЦ міста Щастя Новойдарського району Луганської області було вбито добровольця батальйону «Айдар» Вадима Жеребила на прізвисько «Діджей».
1 січня 2016 року близько п'ятої години, в стінах Лук'янівського СІЗО загинув борець із наркоторгівлею Макар Колесніов на псевдо «Даня». За попереднім висновком експертів смерть Колесникова настала від зупинки серця, але згодом версія була замінена на смерть від геморагічного панкреатиту. В організації впевнені, що Макара закатували: «Загинув після того, як лікар вколов йому невідомий препарат». Слідство по справі вбивства так і не розпочате. Сестра померлого Ганна в інтерв'ю заявила:
|  | Розкрита черепна коробка. На лівій руці розрізана рука, сантиметрів 15 шов, і вирізано те місце, де був укол. Про яку випадкову смерть ви говорите? |

2 червня 2016 року на Сході України було вбито бійця «ДУК» Євгена Костюка на прізвисько «Шльоцик». Як повідомили в організації, сім'ю загиблого винагородили трьома місцями на вінницькому кладовищі.
5 вересня 2016 року було скоєно третій замах на ветерана батальйону «ОУН» Віталія Регора на прізвисько «Джура». На автобусній зупинці йому було завдано 8 ножових поранень. Згодом стан стабілізувався, але Віталію видалили селезінку. Станом на березень 2017 року, поліція заявила про те, що знайшла нападника. Ним виявився житель Криму, що воював на стороні ЛНР.
17 вересня 2016 року на межі Солом'янського і Голосіївського районів Києва знайшли напівмертвого чоловіка. У нього був проламаний череп і ушкоджені лобні долі мозку. Ним виявився Дмитро Карпенко на прізвисько «Хорс», особу якого вдалося встановити лише по відбитках пальців. Життя Дмитра вдалося врятувати.
13 жовтня 2016 року була проведена спроба арешту керівника організації Владислава Гораніна по справі розстрілів представників міліції на Броварській трасі. Правоохоронці залякували сусідів і родичів. Тоді ж виявилося, що Владислав Горанін перебуває в розшуку. На наступний день, 14 жовтня, на свято Покрови, колона мітингувальників вирушила під Головне Управління поліції України, де Гораніну було заявлено, що те, що він перебуває в розшуку — помилка. Як згодом він сам написав:
|  | Начальство перелякано розповідало, що се - мабуть ПОМИЛКА. Нонсенс - я зайшов до будівлі ГСУ, і вийшов звідти... знаходячись в розшуку. |

30 листопада. 2016 року загинув під час мінометного обстрілу промзони Авдіївки (Донецька область) 40-річний доброволець Едуард Зебін, боєць 1-ї штурмової роти ДУК «Правий сектор» із позивним «Фізик».
19 січня 2017 року, під час вшанувань, присвячених 3 річниці «Вогнехреща», після виголошенням Владиславом Гораніним промови, де він сказав, що: «3 роки тому я керував розливом „коктейлів“ на цьому ж місці», що співпало із спробою пронести активістами шини, як символ Вогняного Майдану, правоохоронці атакували мітингувальників. За словами ідеолога «Білого Молоту» на прізвисько «Чорнота»
|  | Працівники правоохоронних органів, побачивши таку ненависну їм річ, кинулись в атаку на беззбройних людей, намагаючись "спакувати" чим побільше. Атака провалилась. Потім вони, нормально вишикувавши ряди, знову рушили в атаку, але зайшовши занадто глибоко, отримали бруківкою впритул. Активісти ж теж вишикували лави і затиснули передніх поліціянтів. Вони почали відходити; ми контратакували. Невідомі активісти почали валити поліціянтів ногами і, якби був даний наказ, активісти могли піти в нормальний контрнаступ (з усіма витікаючими). Але ми лише оборонялись. Поліціянти так і не проламали наших рядів, хоча задали нам певних матеріальних і фізичних втрат (є легкопоранені). |

Після провалу другого наступу, правоохоронці згадали про те, що їхній обов'язок — це охорона правопорядку, а не бій із беззбройними громадяни і вирішили помиритись.
За словами керівника «Білого Молоту» Владислава Гораніна:
|  | З нашої сторони – потрощені об поліцейські сфери флагштоки прапорів, порвані куртки і зв’язки, забої, у мене діагностовано забій і тріщину лучової кістки; з репресивної сторони: відібрані кийки, і капюшон – персонально в начальника по превентивній діяльності в м.Києві, розлуплені разом з головами кілька "сфер", перелом лівої руки, три струси мозку різної тяжкості (мєнтовський інформатор) |

Також, за інформацією ЗМІ, «Білим Молотом» як зброя була застосована бруківка, палиці і петарди.
В липні 2017 року «Білим Молотом» були проведені акції проти підвищення тарифів на проїзд у метро, а також проти знущань у тюрмах і колоніях.
21 липня 2017 року «Білий Молот» був співорганізаторами святкування дня Перуна, де згадав своїх полеглих побратимів, а також провів освячення зброї. Було заявлено про те, що, окрім інших, були вбиті «Фізик», «Нельс» та Табала Сергій Олександрович, який був керівником угрупування «Вікінги», що входило до «Правого Сектора» як підрозділ «Білого Молоту».
З релігійної точки зору представники організації називають себе народниками, що вони пояснюють тим, що відроджують народні звичаї предків.
На даний момент «Білий Молот» є найбільш переслідуваною націоналістичною організацією.

## Правий Сектор
У листопаді 2013 року за ініціативи організацій Білий молот, Комітет визволення політв'язнів та ВО Тризуб ім. Степана Бандери було утворено організацію Правий Сектор, що мала на меті проведення Національної Революції.
Перед побиттям студентів, у ніч з 29 на 30 листопада 2013 року керівник Білого Молоту Владислав Горанін штурмом зі своїми людьми пробився на сцену Євромайдану, щоб попередити людей про можливий розгін. Йому вимкнули мікрофон. Натовп слухачів почав скандувати «повтори», «говори» і «мікрофон». Після чого заспокоїти натовп вийшла Руслана Лижичко, а потім, після вивезення апаратури співачки і втечі організаторів Євромайдану, почався розгін Євромайдану. Білий Молот узяв активну участь в обороні проти цього розгону.
Під час Євромайдану «Білий молот» виконував функції силового блоку «Правого Сектора». Керівник «Білого молоту» на прізвисько «Горан» був керівником бойового загону «Білий Молот». Сергій Табала на прівзисько «Сєвєр» був керівником загону «Вікінги», що також входив до «Білого Молоту», але як окремий бойовий загін. Телеканал «Україна» у своєму сюжеті говорив про «Білий Молот» наступне: «Група „Білий молот“ — еліта погромів! Судячи з цих кадрів — страх смерті взагалі відсутній. Як і прийняття в ейфорії будь-якої політичної сили».
28 грудня 2013 року міліція зробила спробу заарештувати 14 активістів «Білого Молота» у Будинку профспілок, які напередодні, 27 грудня, припинили діяльність незаконного казино та наркопритона у м. Дарниця, що «кришувався», як стверджував сам Горанін, кланом регіонала генпрокурора Пшонки.
Після підпалу «Будинку Профспілок» бійцями спецпідрозділу «Альфа», і загибелі в пожежі бійця «Білого Молоту» Клітинського Олександра на прізвисько «Боєць Горана», «Білий Молот» змінює місце базування і утворює окрему частину «альтернативного» Правого Сектора разом із Комітетом визволення політв'язнів, організацією «Патріот України» і декількома сотнями «Самооборони». Фактично це означало розкол революційних сил. Згодом керівництво «Правого Сектора» заявило про те, що «Білий молот» виключено з «Правого Сектора». Керівник Білого Молоту Владислав Горанін прокоментував це так:
|  | Все було ніби то нормально, ми оголосили, що переходимо до КМДА і засновуємо окрему від "Правого Сектора" структуру, але потім несподівано 6 числа (6.03.14 - ред.) було оголошено, що "Білий молот" виключено з "Правого Сектора". Насправді ми відійшли задовго до цього, але керівництво "Правого Сектора" не хотіли публічно заявляти про те, що від них відколюються організації – це могло викликати запитання: "А чому від вас відколюються?". |

.

## Війна на Сході України
Після початку війни на сході України, в червні 2014 року «Білий Молот» створює окремий спецпідрозділ в батальйоні «Айдар». Внаслідок злочинності, та нелюдського поводження з місцевим населенням в батальйоні «Айдар» (за твердженнями керівника «Білого молоту» — Владилава Гораніна), наприкінці 2014 року він виводить свій підрозділ із складу «Айдару». Горанін розповів, що бійці отримували наказ про штурм Луганська, а інформацію про пересування батальйону регулярно «зливають».
Після цього основна частина «Білого Молоту» перейшла до батальйону «ОУН». Також члени «Білого молоту» брали участь у бойових діях у складі інших батальйонів.

## Керівництво і склад організації
Відомо, що до 2016 року одним з координаторів «Білого Молоту» був Антон Бондаренко на прізвисько «Меч», який вийшов з лав організації 2016 року. Також керівником угрупування «Вікінги», що входив в «Білий Молот» в складі «Правого Сектора» був Табала Сергій Олександрович, якого було вбито 6 листопада 2014 року. Ідеологом до моменту смерті був Сергій «Нельс» Карпенко, вбитий 12 липня 2014; згодом його замінив «Чорнота».
Чисельність організації невідома, хоча є підстави припускати про загальне число від 50 до декількох сот членів. Відомо, що в складі батальйону «Айдар» станом на 2014 рік «Білий Молотом» було змобілізовано близько 150 добровольців.

## Ідеологія

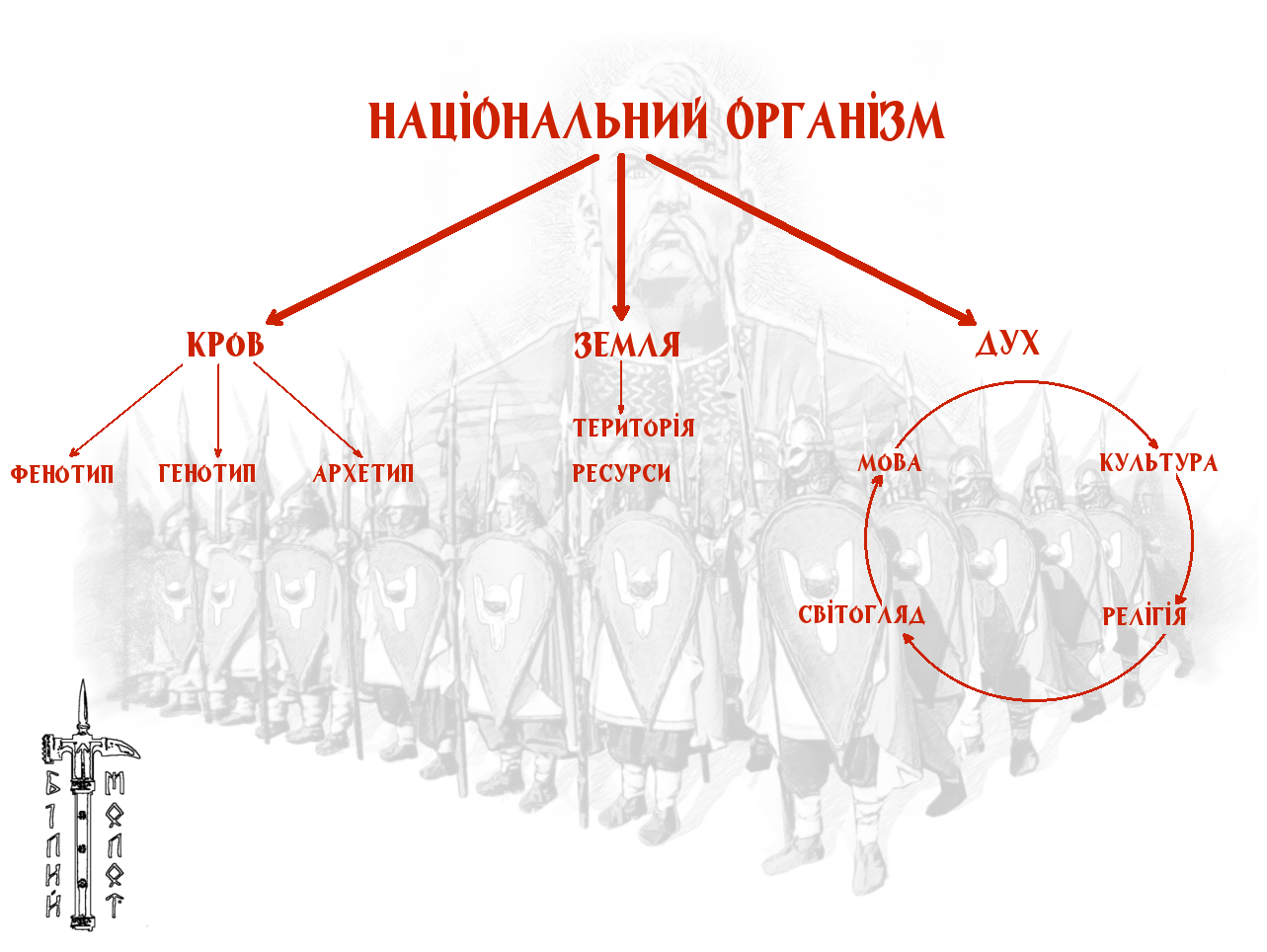
Структура ідеології «Білого Молоту» в сфері творення Національного Організму

Дехто відносить ідеологію організації «Білий Молот» до націоналізму, проте в організації вважають ідеологічну систему правий-лівий некоректною.
Згідно з ідеологією «Білого Молоту», Національний Організм твориться з окремих ланок суспільства — родів, каст і інших груп внаслідок добровільного об'єднання людей на таких факторах як Земля, Кров і Дух.
|  | Національний Організм — це єдина людська надсвідома структура, що дає змогу збільшити окремим людям свій потенціал шляхом об’єднання і структуризації ролей у суспільстві. Структуризація ролей, або касти, є фактором, який забезпечує подібність індивідуумів клітинам організму. Кожна клітина виконує свою роль в існуванні організму; так само і в здоровому Національному Організмі кожна людина виконує ту функцію, задатки для якої їй надала природа. При цьому індивідуум не втрачає самобутності матеріального існування, але на рівні Духу індивідуальність розмивається, бо він стає частиною більшого. Такий обмін є засобом розширення людських можливостей, що називається Богом. |

До фактору Духу як складової частини в творенні Національного Організму відносяться мова, культура, релігія і світогляд, притаманні даному народові. Якщо якийсь із факторів є спільним для декількох народів, в будь-якому разі існує специфіка в розумінні того чи іншого фактору Духу.
Фактор Крові включає в себе генотипічну (кровна спорідненість), фенотипічну (антропологія) і архетипічну (причинно-психологічна) складові.
Фактор Землі позначає комплекс ресурсної бази, історико-культурної спадщини, осердя гуртування певної спільноти навколо геополітичної та історичної самореалізації і людину як є частину певної території (в більшому масштабі вона є частиною всієї планети).

## Переслідування керівника організації
21 березня 2014 року Владислава Гораніна затримали за підозрою в організації 2 березня 2014 року вбивства трьох співробітників Державної автоінспекції на КПП «Биковня» в районі Броварського проспекту з метою захоплення зброї. За словами Владислава Гораніна, та свідків, в ході затримання працівники міліції закинули його до машини, на голову натягнули мішок, потім — катували, вимагаючи підписати підготовлені завчасно псевдопокази проти деяких представників Майдану, від чого він відмовився:
|  | ...Намагались поставити на коліна. Але, оскільки ставати на коліна я відмовлявся, знову почали бити. Я знову втратив свідомість. Коли потім я попросив про медичну допомогу - протягом кількох годин в мене кров йшла з вуха - вони привели жінку, яка протерла кров і сказала, що це і є медична допомога. |

Подальшим медичним оглядом зафіксовано, що під час катувань йому вирвали зуби, травмували очі, прокололи барабанну перетинку, відбили нирки, нанесли синці, садна і закриту черепно-мозкову травму.

## Міф про розкол
2013 року при діяльності організації було виявлено, що один з членів організації — Микола Єременко за гроші «зливає» інформацію наркоторгівцям, в результаті чого, коли «молотобійці» приїжджали на місце розправи, незаконні заклади були вже зачинені. Микола Єременко журналіст, а тому він був обраний координатором по зв'язку з засобами масової інформації. Після його виключення з лав організації, він почав називатися її «справжнім керівником», говорячи про те, що весь актив зрадив його. Микола Єременко заснував фіктивний «Білий Молот», який не провів жодної акції.
Під час Євромайдану Микола Єременко прийшов до будинку Профспілок, говорячи про те, що він є керівником «Білого Молоту». При обшуку члени «Правого Сектора» виявили в нього записувальний пристрій, що був вмонтований в кулькову ручку. При цьому для проведення обшуку його роздягнули, а коли його було вирішено відпустити, одягу уже не знайшлося, тому від «Правого Сектора» Микола Єременко був відпущений голим. На лобі йому написали «тітушка». Приблизно через годину відбувся штурм працівниками міліції позицій «Правого Сектора», а пізніше виявилося, що Микола Єременко написав заяву про побиття, причому заява була написана ще до візиту до «Правого Сектора».
Станом на початок 2017 року Микола Єременко працює в Коцюбинській селищній раді.